# DL Девы
DL Девы (лат. DL Virginis) — кратная звезда в созвездии Девы на расстоянии приблизительно 690 световых лет (около 211 парсек) от Солнца.
Пара первого и второго компонентов (HD 120901) — двойная затменная переменная звезда типа Алголя (EA). Визуальная звёздная величина звезды — от +7,5m до +7m. Орбитальный период — около 1,3155 суток.
Открыта В. Штромайером, Р. Книгге и Х. Оттом в 1964 году**.

## Характеристики
Первый компонент (HD 120901A) — белая звезда спектрального класса A1V, или A2V, или A3V, или A3, или F2. Масса — около 2,18 солнечной, радиус — около 1,8 солнечного, светимость — около 15,488 солнечной. Эффективная температура — около 8511 K.
Второй компонент (HD 120901B) — жёлто-оранжевая звезда спектрального класса F6:III, или G8III, или K0IV, или KIV. Масса — около 1,06 солнечной, радиус — около 2,3 солнечного, светимость — около 1,66 солнечной. Эффективная температура — около 4365 K. Удалён в среднем на 0,037 а.е..
Третий компонент — красный карлик спектрального класса M. Масса — около 329,28 юпитерианской (0,3143 солнечной). Удалён в среднем на 2,137 а.е..
Четвёртый компонент (HD 120902) — белая звезда спектрального класса A2. Визуальная звёздная величина звезды — +8,2m. Масса — около 3,68 солнечной. Орбитальный период — около 6,22 года. Удалён в среднем на 6,68 а.е..